# صالح (بنی سویف)
صالح (به عربی: صالح) یک منطقهٔ مسکونی در مصر است که در بنی سویف واقع شده‌است. صالح ۴٬۴۲۹ نفر جمعیت دارد.